# 布克 (波兰)
布克是波蘭的城鎮，位於該國中部，由大波蘭省負責管轄，面積2.96平方公里，平均溫度8攝氏度，每年平均降雨量528毫米，2004年人口6,210。第二次世界大戰期間，納粹德國在1939年9月10日至1945年1月26日期間佔領該鎮。
52°21′N 16°31′E / 52.350°N 16.517°E